# Sense of Doubt
"Sense of Doubt" es una pieza instrumental escrita por David Bowie en 1977 para el álbum “Heroes”. Fue la primera de tres canciones instrumentales en el Lado Dos del álbum original de vinilo, que continuaba con "Moss Garden" y "Neuköln". Más tarde apareció como el lado B del sencillo "Beauty and the Beast" en 1978.
Citada como "siniestro" y "completamente premonitorio", "Sense of Doubt" es una de las pistas más oscuras del álbum. Brian Eno sugirió que los temas contrastantes fueron el resultado de que él y Bowie siguieron una tarjeta de estrategias oblicuas para guiarlos en el apilamiento de capas de audio, Eno lo dirigió en "hacer todo lo más similar posible" y Bowie a "enfatizar las diferencias".
"Sense of Doubt" fue interpretada en el programa de televisión italiana L'altra domenica en 1977 y durante toda la gira de "Heroes" en 1978.

## Versiones en vivo
- Actuaciones de la gira The Stage han sido publicadas en Stage (1978) y Welcome to the Blackout (Live London '78) (2018).

## Otros lanzamientos
- La canción fue publicado como lado B del lanzamiento de sencillo de "Beauty and the Beast" en enero de 1978.[1]
- La canción aparece en la banda sonora de la película de 1981, Christiane F.[6]

## Otras versiones
- Philip Glass – "Heroes" Symphony (1996)
- Músico Steve Adey versionó la canción en su álbum de 2017, Do Me a Kindness.[7]